# Marsjasz

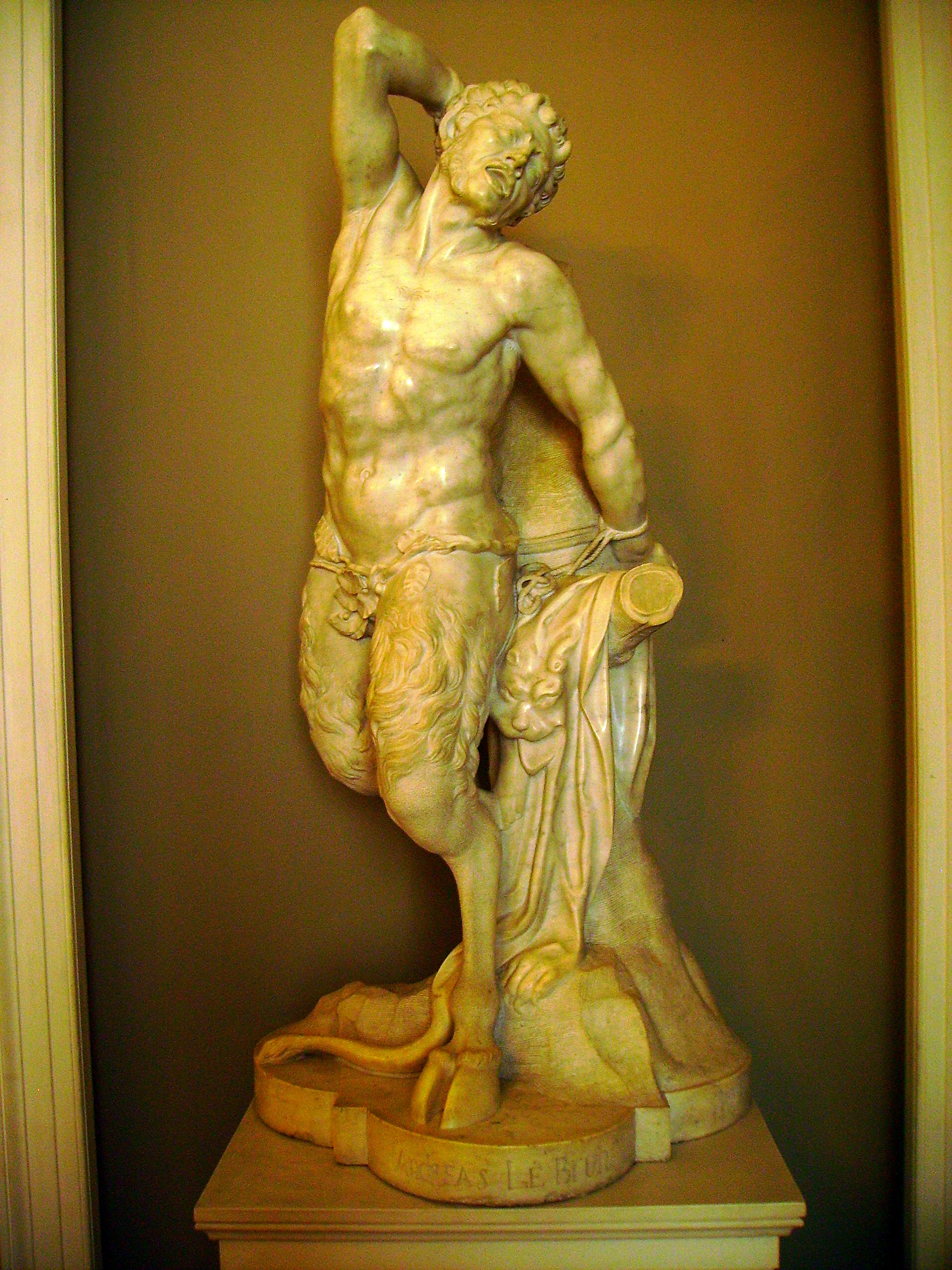
Marsjasz – rzeźba André Le Brun z Zamku Królewskiego w Warszawie

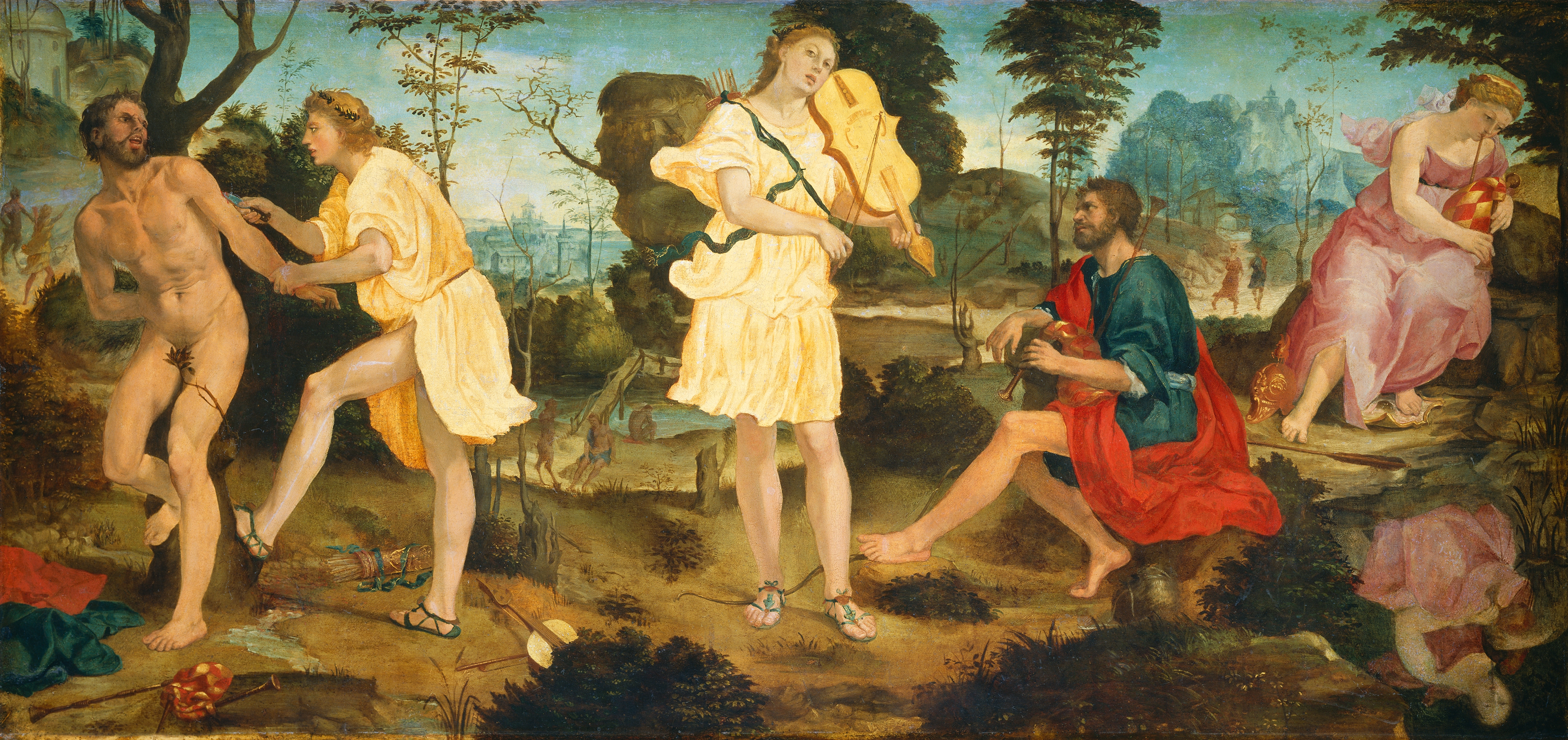
Rywalizacja Apolla z Marsjaszem (mal. Michelangelo Anselmi, ok. 1540)

Marsjasz (także Marsjas, gr. Μαρσύας Marsýas, łac. Marsyăs) – w mitologii greckiej satyr frygijski, sławny z mistrzowskiej gry na aulosie i znany z rywalizacji z Apollinem, którą przypłacił obdarciem ze skóry.

## W mitologii
Według podań za ojca jego najczęściej uznawano boga rzeki Ojagros w Tracji, za matkę – frygijską boginię płodności Kybele. Należał do orszaku jej lub greckiego Dionizosa. Pewnego dnia przypadkowo znalazł porzucony przez Atenę aulos i w grze na nim wydoskonalił się na tyle, że wkrótce stał się niezrównanym i podziwianym fletnistą, uchodząc nawet za wynalazcę tego instrumentu. Rzucił też wyzwanie samemu Apollinowi twierdząc, że gra lepiej niż bóg na swej lirze (kitarze). Ten przyjął wyzwanie pod warunkiem, że zwycięzca obejdzie się z pokonanym wedle swej woli. Sędziami tej rywalizacji wybrano pasterzy na górze Nysa, którzy ostatecznie przyznali pierwszeństwo bogu. W ten sposób Marsjasz przegrał i powieszony przez Apollina za ręce na sośnie lub platanie, następnie został żywcem obdarty ze skóry. Później bóg, żałując swego okrutnego czynu, przemienił go w rzekę, która przyjęła nazwę od jego imienia:

Także Marsjas płynie przez miasto i wpada do Meandru. Szerokość Marsjasa wynosi dwadzieścia pięć stóp. Apollon tam obdarł ze skóry Marsjasa, kiedy go pokonał w sporze o pierwszeństwo w sztuce muzycznej; zawiesił jego skórę w grocie, w której biją źródła. Dlatego rzeka nazywa się Marsjas.

## W sztuce stuleci

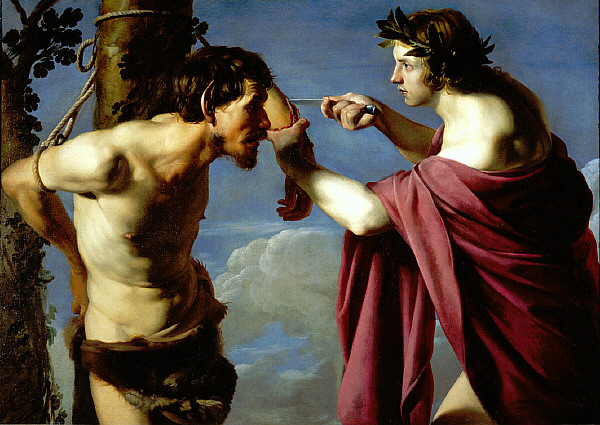
Kaźń Marsjasza (mal. Bartolomeo Manfredi, ok. 1616/1619)

Postać spotykana w greckim klasycznym malarstwie wazowym, nader popularna w sztuce hellenistycznej. Znana przede wszystkim z odlanej w brązie słynnej grupy Myrona Atena i Marsjasz z połowy V w. p.n.e. (jej nowożytną rekonstrukcję posiada również Muzeum Narodowe w Warszawie), i podobnie jak przedstawienie samej kaźni Marsjasza rozpowszechniona w licznych naśladownictwach i kopiach.
Zarówno samą postać, jak i związane z nią mityczne epizody ponownie często wyobrażano od czasów Odrodzenia – w ówczesnym malarstwie podejmował je np. M. Anselmi, A. Tempesta, A. del Pollaiuolo, Tycjan i Perugino; Marsjasza malował zarówno Rafael, jak i Tintoretto. Tematyka ta chętnie podejmowana była zwłaszcza przez malarzy baroku – m.in. Rubensa, Guercina, de Riberę, Guido Reniego, Giovanniego M. Bottalla, Johanna C. Lotha, Nicolasa Poussina, lecz wykorzystywana i przez twórców epok późniejszych – nawet w rosyjskim klasycyzmie (Piotr W. Basin, 1821).
W rzeźbie czasów nowożytnych postać Marsjasza znalazła odbicie w wyobrażeniach takich twórców jak Andrea Briosco, Balthasar Permoser (ok. 1680), Fieodosij Szedrin (1776) czy Auguste Rodin. Wśród prac w zbiorach polskich kaźń pokonanego satyra przedstawił rzeźbiarsko A. Le Brun (według wyobrażenia Pierre’a Le Gros Młodszego), zaś obraz Jana Reisnera z tym wyobrażeniem znajduje się w zbiorach pałacu w Wilanowie, posiadających też całkiem inne przedstawienie Marsjasza (Lekcja muzyki J.C. Lotha).
W literaturze antycznej wzruszający epigram poświęcił mu Alkajos z Messany (III/II w. p.n.e.):

Już nigdy nie będziesz, jak przedtem, muzykował w rodzącej sosny Frygii, dobywając melodie z trzcin umiejętnie wydrążonych.
Już nigdy nie zakwitnie, jak przedtem, w twych dłoniach instrument Pallady. Satyrze, synu nimfy!
Twe ręce zakute są w kajdany za to, że będąc śmiertelnym, śmiałeś zmierzyć się z Febem w sporze, który tylko bogom przystoi.
Przeto flet, który pięknością brzmienia współzawodniczy z lirą, zdobył dla ciebie w tym sporze nie wieniec, lecz śmierć.

Współcześnie do mitu tego nawiązuje też utwór Apollo i Marsjasz Zbigniewa Herberta.